# RŽD-Baureihe ЭТ4А
Der ЭТ4А (ET4A) ist ein bei der Waggonfabrik Torschok gebauter Triebwagen der RŽD, der speziell im Vorortverkehr auf Netzen mit 3 kV Gleichspannung eingesetzt wird. Die Werksbezeichnung von ihm lautet 62-9003. Die erste Einheit des Fahrzeuges wurde 2011 von der Waggonfabrik Torschok ausgeliefert. Der Buchstabe A steht für „Asynchronmotor“ (russisch Асинхронный двигатель). Zum Stand September 2014 wurden bisher drei Einheiten mit unterschiedlicher Zusammensetzung ausgeliefert (ET4A.001–003).

## Vorgeschichte

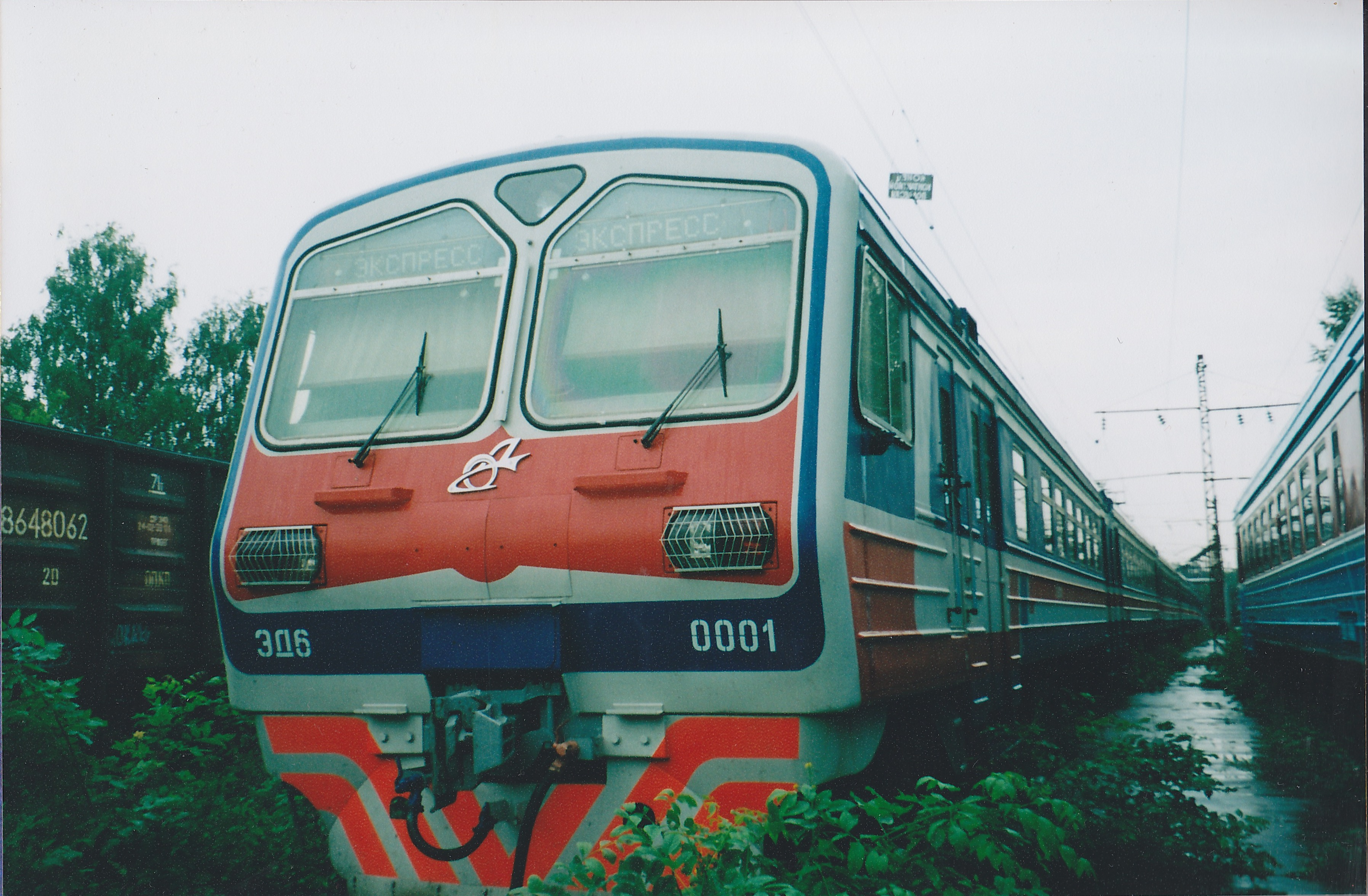
Foto von dem Versuchszug ED6-0001

Der ЭТ4A (ET4A) ist der dritte Elektrozug der RŽD, der für den Einsatz auf Strecken mit Gleichstrom mit Drehstromfahrmotoren ausgerüstet war; die erste Einheit- der Elektrozug ЭT2A, der ebenfalls in der Waggonfabrik Torschok hergestellt wurde, erwies sich als nicht zuverlässig im Antrieb, so dass seine Serienfertigung sich als unmöglich herausstellte. Die von ihm hinterlassenen Steuerwagen befinden sich noch im Herstellerwerk. Der zweite Zug ähnlichen Types wurde von der Maschinenfabrik Demichowo hergestellt und erhielt die Benennung ЭД6. Bei diesem Zug wurden Traktionsfahrmotoren der Firma Hitachi verwendet. Auf Grund von Problemen mit den Drehgestellen des Motorwagens und Schwierigkeiten bei der Zusammensetzung der Apparate verschiedener Hersteller konnte auch dieser Zug nicht in die Serienproduktion gehen. Gegenwärtig befindet er sich in Omsk. Was die Netze mit Wechselstrom betrifft, ist der einzige Triebzug mit Drehstromfahrmotoren die RŽD-Baureihe ЭН3, gebaut von der Elektrolokomotivenfabrik Nowotscherkassk. Das Fahrzeug befindet sich in der Region Nowotscherkassk. In diesem Zusammenhang kann der ЭТ4A (ET4A) praktisch als der einzige einheimische Elektrozug für Netze mit Gleichstrom bezeichnet werden, der mit Drehstromfahrmotoren angetrieben wird.
Der ЭТ4A (ET4A) ist vollständig in Russland entwickelt worden; von Ingenieuren der Firma ЦНИИ ТрансЭлектроПрибор („ZNII Transelektroapparate“) aus Sankt Petersburg und der OAO Дальняя Связь, die die Fahrzeuge von dem kompletten Traktionsantrieb bis zu den Systemen der Klimaanlage konstruierten.
Die hauptsächlichen technischen Daten des Zuges, ausgeführt als 10-Wagen-Einheit betragen:
- maximale Geschwindigkeit – 120 km/h,
- technische Geschwindigkeit – nicht mehr als 78 km/h,
- mittlere Beschleunigung – nicht mehr als 0,8 m/s2,
- Bremsweg von der Geschwindigkeit 120 km/h – 1.050 m,
- Leermasse – 609 t,
- Anzahl der Sitzplätze – 1092.

## Systeme der Steuerung und Diagnostik
Auf dem Zug wurden zeitgemäße Einrichtungen für die Steuerung und Diagnostik des Zuges verwendet. Die Steuerungssysteme erlauben die Arbeit des Zuges in folgenden Arten:
- automatisches Steuerung (unterstützt die befohlene Geschwindigkeit),
- Handsteuerung (der Zug wird manuell von dem Fahrschalter gesteuert),
- САВП (SAWP- dies ist ein System der Autoführung des Zuges mit maximaler Ökonomie beim Anfahren und Berechnung des Auslaufes)
- Havarie (Im Fall der Ausfalls der automatischen bzw. САВП (SAWP)-Steuerung oder Ausfall des Pultes für den Lokführer).

Das Fahrzeug besitzt drei Arten der Bremssysteme:
- Druckluftbremse,
- die elektropneumatische Bremse,
- die elektrodynamische Bremse (Rekuperationsbremse), falls die Einspeisung nicht möglich ist, als Widerstandsbremse mit Widerständen auf dem Fahrzeugdach.

## Zusammenstellung der Einheiten
Die erste Einheit wurde aus sechs Wagen formiert (Steuerwagen – Motorwagen – Beiwagen – Motorwagen – Motorwagen – Steuerwagen). Die überwiegende Zusammensetzung des Elektrozuges besteht aus elf Wagen (Steuerwagen – Motorwagen – Beiwagen – Motorwagen – Beiwagen – Motorwagen – Motorwagen – Beiwagen – Beiwagen – Motorwagen – Steuerwagen). Die minimale Zahl von verwendeten Wagen ist vier. Maximal können  für eine Einheit zwölf Wagen verwendet werden. Für zwei Einheiten können maximal 14 Wagen verwendet werden.

## Historie
Anfang 2011 wurde die Waggonfabrik Torschok von der RŽD beauftragt, eine Sechs-Wagen-Einheit zu entwickeln. Gebaut wurde diese erste Einheit im April 2011. Am 6. Mai 2011 kam diese erste Einheit auf den Gleisring des Allrussischen Forschungsinstitutes für Schienenverkehr in Schtscherbinka, am 11. Mai 2011 fand die erste Probefahrt auf dem Gleisring der VNIIZhT statt. Den vorläufigen Kontrolllauf von 5.000 km durchlief der Zug erfolgreich, zum Anfang Juli 2011 durchlief der Zug im Verbund von zwei Sektionen (Steuerwagen – Motorwagen – Motorwagen – Steuerwagen) die Schnellfahr-Überprüfung auf der Relation Белореченская – Maikop, hier wurden dynamische Überprüfungen und Überprüfungen über das Verhalten im Gleis durchgeführt.
Außer den Drehstromfahrmotoren unterschied sich der Triebzug von dem ЭT2A durch die Konstruktion der Türen, sie besitzen Anlehn-Schiebetüren mit Trittstufen für niedrige Bahnsteige. Außerdem ist die Stirnfront der Steuerwagen anders gestaltet worden, sie ist mit dem ДТ1 vereinheitlicht worden. Außerdem bestehen noch Unterschiede durch die Verwendung der Einholmstromabnehmer, durch das Vorhandensein einer Klimaanlage und breitere Vorräume. Bei der Versuchseinheit waren ursprünglich Fenster ohne Klappen (Blockfenster) verwendet worden.
Am 15. August 2011 begannen die Experten der VNIIZhT mit der Durchführung der Kraft-Energie-Prüfung, der Stoß- sowie der dynamischen Haltbarkeitsprüfung. Im Oktober 2011 durchlief die Einheit aus drei Sektionen (Steuerwagen – Motorwagen – Motorwagen – Beiwagen – Motorwagen – Steuerwagen) den Probelauf auf der Moskowskaja schelesnaja doroga, auf dem Abschnitt Moskau – Tula – Kursk.
Von Dezember 2011 bis April 2012 befanden sich die Einheiten bei dem Werkshersteller, wo Vervollständigkeitsarbeiten für die Übergabe an die RŽD ausgeführt wurden. Im Resultat aller Überprüfungen erhielt die Einheiten am 25. April 2012 das Zertifikat der VNIIZhT für die Norm der Gefahrlosigkeit. Es war eine Serie von 30 Fahrzeugen vorgesehen.
Die Einheit ЭТ4A.001 erhielt das Depot Sankt Petersburg Baltischer Bahnhof am 22. Mai 2012 für den Probebetrieb. Am 8. Juni 2012 wurde das Fahrzeug im Depot Sankt Petersburg Baltischer Bahnhof der Öffentlichkeit vorgestellt, am 9. Juni 2012 vollführte es seine erste Fahrt mit Fahrgästen. Vom Depot Sankt Petersburg Baltischer Bahnhof aus wurde der Triebzug für Fahrten auf der Relation Sankt Petersburg–Luga verwendet. Er fuhr die Züge mit den Nummern 7020/7021 und 7022/7023. Am 28. August 2012 wurde die Einheit nach Schtscherbinka überführt zur Teilnahme an den Feierlichkeiten 175 Jahre RŽD. Auf den Experimentalgleisen 7–9 wurden im September desselben Jahres die dynamische Präsentation durchgeführt. Nach der Beendigung wurde das Fahrzeug an das Depot Sankt Petersburg Baltischer Bahnhof zurückgegeben, wo er weitere Einsätze auf der Linie Sankt Petersburg – Luga absolvierte.
Im Dezember 2013 wurde der ЭТ4A.002 für die Bedienung des Abschnittes Torschok – Winokolui ausgeliefert. In der Nacht des 30./31. Dezember 2013 erreichte das Fahrzeug ebenfalls das Depot Sankt Petersburg Baltischer Bahnhof. 2014 kamen in diesem Depot der Triebzug ЭТ4A.003 an. Weitere Elektrozüge befanden sich schon in der Auslieferung.

## Auslieferung
Die weitere Finanzierung des Projektes ist abhängig von dem Gelingen der ersten Jahre des Betriebes. Im April 2011 wurde zwischen der RŽD und Siemens der Vertrag über die Lieferung einer großen Anzahl von Fahrzeugen der Reihe ЭС1 unterzeichnet. Geplant ist die Auslieferung einer Serie von 30 Fahrzeugen des ЭТ4A (ET4A).